# Меган Амбюль
Меган Амбюль (нар. 1974 або 1975 року) — колишня солдатка резерву армії США, засуджена за невиконання службових обов’язків за участь у знущаннях над ув'язненими у в’язниці Абу-Грейб, сумнозвісній в’язниці в Багдаді під час окупації Іраку Сполученими Штатами.

## Раннє життя
Амбюль народилася в Сентервіллі, штат Вірджинія. У 1992 році вона закінчила середню школу та вступила до Університету Прибережної Кароліни, де отримала ступінь молодшого наукового співробітника в галузі біології.

## Військова служба
Амбюль вступила на військову службу 31 січня 2002 року. Вона пройшла підготовку на базі Форт Леонард Вуд у штаті Міссурі, завершивши базовий курс приблизно 23 червня 2002 року. Після закінчення військово-професійної підготовки звільнена з військової служби 23 серпня 2002 року. У цивільному житті Амбюль працювала техніком-гістологом у LabCorp у Герндоні, штат Вірджинія.
Враховуючи час відкладеного призову, Амбюль служила у резерві армії США 2 роки та 9 місяців. 21 лютого 2003 року Амбюль була мобілізована для участі у війні в Іраку. У своїх свідченнях, зроблених під час розгляду справи у військовому трибуналі, Амбюль написала, що вона «отримала підготовку з питань Женевської конвенції та Єдиного кодексу військової юстиції США під час приблизно 60–90-хвилинного блоку інструктажу в рамках базової підготовки, але не може згадати жодних деталей цих занять».
Спочатку Амбюль була призначена до 352-ї роти військової поліції, але була вимушено переведена до 372-ї роти військової поліції. 372-га рота провела тримісячне навчання у Форт-Лі, штат Вірджинія, з виконання завдань з підтримання правопорядку.
У травні 2003 року Амбюль і 372-а рота прибули до Кувейту, звідки вирушили на північ до Аль-Хілли в Іраку, де рота «відповідала, серед іншого, за надання допомоги і підготовку іракської поліції в прилеглих районах». 15 жовтня 2003 року рота приступила до виконання своїх обов'язків у Багдадській центральній колонії (BCCF, більш відомої як в'язниця Абу-Грейб), розташованій у 19 км на захід від Багдада.

## Причетність до жорстокого поводження з ув'язненими
З жовтня 2003 року по січень 2004 року Амбуль працювала в Абу-Грейб, головним чином тюремною наглядачкою в нічну зміну у блоці 1B, де утримувалися «певні підкатегорії цивільних ув’язнених, включаючи жінок, неповнолітніх та ув’язнених, підозрюваних у психіатричних / психологічних проблемах або психічній нестабільності», а також «затриманих, які спричинили серйозні дисциплінарні проблеми». Особливим обов’язком Амбюль була охорона жінок і неповнолітніх у блоці 1B. 372 рота не була навчена інтернуванню та розселенню (IR).
У своїй заяві Амбюль визнала, що в період з 20 жовтня по 1 грудня 2003 року вона не виконувала своїх обов'язків, оскільки «свідомо не захистила іракських затриманих від зловживань, жорстокого і нелюдського поводження». Зокрема, Амбюль зазначила, що вона була свідком «численних актів» зловживань, жорстокості та поганого поводження, і писала: «Цей час був для мене дуже заплутаним, і з затриманими робили те, що не вкладалось у моїй голові, але це, вочевидь, було допустимим. Але були й такі речі, які за моїм усвідомленням були очевидно неправильними, і я не вжила заходів, щоб зупинити таку поведінку та захистити затриманих».

У серпні 2004 року Амбюль була засуджена військовим трибуналом у зв'язку з жорстоким поводженням з ув'язненими в Абу-Грейб. Її представляв цивільний адвокат Харві Дж. Волцер із Вашингтона, округ Колумбія. У статті Newsday за червень 2004 року повідомлялося, що Амбюль, яка ще не з'явилася на жодній з оприлюднених фотографій, не була причетна до інцидентів в Абу-Грейб:
Ключову частину захисту готує Гарві Волцер, адвокат спеціалістки Меган Амбюль, яка, за словами Інгланд та іншого солдата, не брала безпосередньої участі в насильстві. Волцер стверджуватиме, що Амбюль не могла нехтувати своїм обов'язком охороняти в'язнів, оскільки службові записки свідчать про те, що уряд вважав, що грубе поводження з метою отримання інформації було виправданим. «У нас є численні юридичні меморандуми... які потурають тому, що робили ці люди», — сказав він.
У статті Pittsburgh Post-Gazette процитовано слова Волцера:
У них немає справи проти неї. Справді не мають... Її немає на жодній з фотографій, які ви бачили, і на жодній з тих, яких ви не бачили. У жодній заяві не згадується, що вона робила щось інше, окрім перебування там. Їй висунули звинувачення, тому що всім, хто працювали в нічну зміну, висунули звинувачення.
Амбуль з'являється на кількох фотографіях, пов'язаних із жорстоким поводженням із в'язнями в Абу-Грейб, опублікованих сайтом Salon.com у березні 2006 року, на яких вона спостерігає за випадками жорстокого поводження або вводить ін'єкції. Однак на жодній з фотографій, опублікованих Salon, не видно, щоб вона брала безпосередню участь у знущаннях над ув'язненими.
У рамках угоди про визнання вини спеціаліст Амбюль була засуджена військовим трибуналом 30 жовтня 2004 року за невиконання службових обов’язків. Як покарання, її розжалували до рядової, звільнили з армії і позбавили половини місячної зарплати. Додаткові звинувачення, висунуті проти Амбюль, були зняті після досудового визнання провини, але включали звинувачення у співучасті у злочині, жорстокому поводженні та непристойних діях. Вона була третьою резервісткою військової поліції і четвертим американським солдатом, засудженим у справі про знущання над в'язнями в Абу-Грейб.

## Шлюб з Чарльзом Грейнером

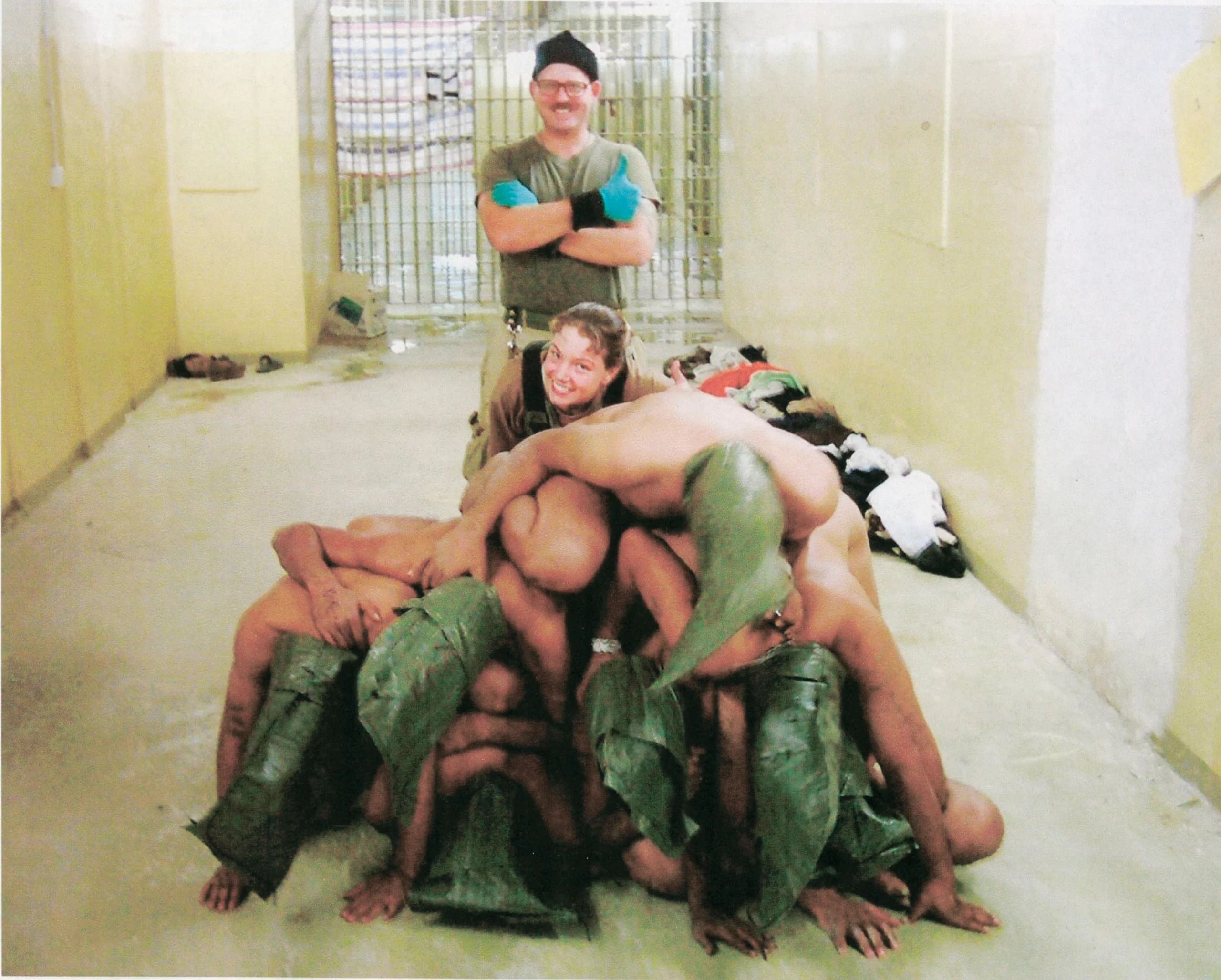
Чарльз Грейнер, який згодом одружився з Амбюль, і Сабріна Гарман з оголеними в'язнями в капюшонах, змушеними утворити людську піраміду

У квітні 2005 року Амбюль одружилася з Чарльзом Грейнером, який відбував покарання за свою роль у скандалі Абу-Грейб. Грейнер раніше був у стосунках з іншою солдаткою, Лінді Інгланд, і мав від неї одну дитину.
Оскільки Амбюль не дозволяли бачитися з ним протягом перших 2,5 років ув’язнення, це було шлюбом за дорученням.
З 2005 року вона керувала неіснуючим вебсайтом www.supportmpscapegoats.com (архівне посилання), де розміщувала документи, що підтверджують невинуватість її чоловіка. У веб-інтерв’ю Washington Post вона також заявила: «[Грейнер] має бути звільнений зараз, тому що він та інші ув'язнені відбули більше часу у в'язниці, ніж будь-який інший солдат, засуджений за подібні справи [...], в тому числі за вбивства».